# 硫酸-4-乙基苯酯
硫酸-4-乙基苯酯是一种单硫酸酯，化学式为C8H10O4S。它可由4-乙基苯酚和三甲胺三氧化硫或氯磺酸反应制得。
它是肠道细菌产生的代谢物，大量存在时有毒。这种代谢物水平升高与一些疾病有关，包括慢性肾病和自闭症。